# Amplituda rozpraszania
Amplituda rozpraszania – wielkość występująca w wyrażaniu na funkcję falową cząstek rozpraszanych w znacznej odległości od centrum rozpraszającego. Wymiarem tej wielkości jest długość.
Dla cząstek o spinie zerowym, bez ładunku elektrycznego, rozpraszanie opisywane jest przez:
{\displaystyle \psi (\mathbf {r} )=e^{ikz}+f(\theta ){\frac {e^{ikr}}{r}},}
gdzie:
{\displaystyle \mathbf {r} \equiv (x,y,z)} – wektor położenia o długości równej odległości od centrum rozpraszającego,
{\displaystyle e^{ikz}} – przybywająca fala płaska o liczbie falowej {\displaystyle k} wzdłuż osi {\displaystyle z,}
{\displaystyle e^{ikr}/r} – rozchodząca się fala kulista,
{\displaystyle \theta } – kąt rozpraszania,
{\displaystyle f(\theta )} – amplituda rozpraszania.
Różniczkowy przekrój czynny dla rozpraszania sprężystego wyrażony jest
{\displaystyle {\frac {d\sigma }{d\Omega }}=|f(\theta )|^{2}.}
Dla cząstek o spinie niezerowym amplituda rozpraszania jest dwuwskaźnikową macierzą {\displaystyle f_{mm'}(\theta ),} gdzie wskaźniki {\displaystyle m} i {\displaystyle m'} są rzutami spinu cząstki padającej i rozproszonej na oś {\displaystyle z.}